# Doddethenahalli, Honnali
Doddethenahalli là một làng thuộc tehsil Honnali, huyện Davanagere, bang Karnataka, Ấn Độ.